# MG 18/80
El MG 18/80 es un automóvil producido por MG Cars de 1928 a 1931 como sucesor de los tipos 14/28 y 14/40. 

## Descripción
Si bien sus predecesores se basaron muy estrechamente en el "Bullnose" Morris Oxford, el MG 18/80 fue el primer modelo en el que la fábrica había diseñado el chasis, y el primer automóvil en tener la típica parrilla MG con listones verticales y barra central vertical y faros más altos. Inicialmente se conocía como el 'MG Six'.
El MG 18/80 deriva del Morris Light Six/Morris Six, para el que Cecil Kimber hizo que MG construyera un chasis más fuerte. 
El Mark I y el Mark II estaban disponibles en distintos estilos de carrocería: de dos y cuatro puertas, de dos y cuatro plazas, y cerrados y de turismo. El Mark I fue construido de 1928 a 1931, con un total de 501 unidades fabricadas. A partir de 1929, el Mark II se ofreció en paralelo, con 236 unidades construidas.
Los coches estaban equipados con motores en línea de seis cilindros con árboles de levas en cabeza accionados por cadena. Tenían de 2468 cc de cilindrada y un doble carburador con una sola cámara de flotación. La potencia era de unos 60 CV (44 kW), con una velocidad máxima de 80 mph (128 km/h), como lo indica el '80' en la designación 18/80. 

## Mark III
El Mark III sería denominado de diversas maneras (como '18/80 Tigress' y como '18/100') y fue una versión de carreras lanzada en 1930. Solo se produjeron cinco vehículos. Esta versión tenía [[ Lubricación de sumidero seco |lubricación por cárter seco]] y su motor rendía 80 hp (59 kW). 
No tuvo un sucesor directo. Solo en 1936 saldría al mercado el MG VA, el siguiente MG de tamaño grande. 